# Льєйда (футбольний клуб)
«Льєйда» (ісп. Unió Esportiva Lleida) — іспанський професійний футбольний клуб з міста Льєйда в автономному окрузі Каталонія. Заснований під назвою Леріда Баломпіе-АЕМ 30 жовтня 1939 року, в 1947 році після злиття з КД Лерідано змінив свою назву на «Уніон Депортіва Леріда». Домашні матчі проводив на стадіоні Камп д'Еспортс, який вміщує 13 500 глядачів. Розформований у 2011 році. Проте основа команди була реорганізована в «Льєйда Еспортіу».
З 1978 року виступає під каталонською версією своєї назви. Більшу частину своєї історії клуб виступав у нижчих футбольних іспанських дивізіонах, але на початку 1950-х та 1990-х років здобував путівки до Ла-Ліги.
У 1990-х роках на посаді головного тренера клубу працювали Мане, Хуанде Рамос та Віктор Муньйос, які в майбутньому стали успішними тренерами. З 1987 року клуб організовує власний щорічний літній трофей, Кубок міста Льєйди.

## Досягнення

### Офіційні
- Сегунда Дивізіон:
  -  Чемпіон (1): 1992/93

- Сегунда Дивізіон Б:
  -  Чемпіон (2): 1989/90, 2003/04

- Терсера Дивізіон:
  -  Чемпіон (1): 1948/49

- Регіональ Преференте:
  -  Чемпіон (1): 1970/71

- Сегунда Регіональ:
  -  Чемпіон (2): 1939/40, 1940/41

- Кубок Каталонії:
  -  Фіналіст (2): 1991/92, 1998/99

### Неофіційні
- Кубок «Наша Каталонія»:
  -  Володар (7): 1974, 1975, 1977, 1981, 1986, 1987, 1990

- Кубок міста Льєйда:
  -  Володар (10): 1987, 1992, 1994, 1995, 1997, 2001, 2004, 2006, 2007, 2008

## Колишні гравці збірної
- Тіто Віланова
- Хосе Еміліо Амавіска (1991—1992)
- Естаніслао Баора (1955—1956)
- Карлес Бускетс (1999—2003)
- Хосе Кано Лопес (1975—1976)
- Енрік Генсана (1954—1956)
- Маріано Гонсалво (1955—1956)
- Томас Хернандес (1955—1956)
- Еладіо Сільвестре (1960—1961)
- Рауль Тамудо (1999)
- Унаї Вергара (2005—2007)
- Алі Бенхаліма (1990—1993)
- Реналду Лопеж да Круж (2000—2001)
- Мате Билич (2005—2006)
- Сорен Андерсен (1993—1994)
- Горан Станич (1998—2000)
- Майкл Енемало (1997—1998)
- Карлос Гонсалес (2000—2001)
- Меланіо Ольмедо (1956—1957)
- Ілія Столиця (1998—2000)
- Дмитро Кузнецов (1994—1995)
- Хуліо Родрігес (1995—1998)
- Густаво Матосас (1993—1994)
- Мануель Лагос (1991—1992)
- Мігель Меа Віталі (2000—2001)
- Бобан Бабунський (1994—1996)
- Йован Станкович (2004—2005)
- Мауро Равнич (1992—1994)

## Колишні тренери збірних
- Хосе Мануель Еснал (1988—1995)
- Віктор Муньйос (1999—2000)
- Хуан Хосе Ногес (1954—1955)
- Хуанде Рамос (1997—1998)
- Мануель Руїс Соса (1971—1972)
- Марсель Домінго (1962—1963)
- Ніколае Сіматок (1959—1960)

## Відомі президенти клубу
- Себастія Тапіес: 1939—1940
- Хоан Порта: 1941—1947
- Едуард Естаделлья: 1947—1951
- Льоренц Аугусті: 1951—1954
- Хосеп Сервант: 1954—1957
- Антоні Рокафонт: 1957
- Лореа Торрес: 1957—1960
- Антоні Тейшидо: 1960—1962
- Рамон Вільяльтелья: 1962—1967
- Хосеп Хове: 1967—1968
- Пере Ройг: 1968—1969
- Манель Роселль: 1969—1970
- Мігель Мартінес: 1970—1972
- Хосеп Мотаньйола: 1972—1974
- Луїс Надаль: 1974—1977
- Хосеп Естеве: 1977—1979
- Хоан Планес: 1979—1982
- Антоні Гаусі: 1982—1986
- Маріус Дюран: 1986—1996
- Хосеп Луїс Гонсалес: 1996—1997
- Маріус Дюран: 1997—1998
- Антоні Гаусі: 1998—2002
- Мігель Понс: 2002—2006
- Хав'єр Массана: 2006—2007
- Ігнасі Рівадуллья: 2007—2010
- Анабель Хун'єнт: 2010—2011